# Héctor Hidalgo Solá
Héctor Hidalgo Solá (desaparegut el 18 de juliol de 1977 a Buenos Aires) va ser un polític i diplomàtic argentí, pertanyent a la Unió Cívica Radical (UCR).

## Biografia
Hèctor Hidalgo Solá pertanyia a l'ala conservadora de la Unió Cívica Radical. Durant el govern de Juan Perón (1973-1974), Hidalgo Solá va ser un dels principals promotors d'un govern d'unitat nacional peronista-radical, com a resposta a la greu situació d'inestabilitat política.
En aquell moment Hidalgo Solá va escriure el llibre La hora de Argentina, que va ser editat per L'Ateneu el 1974.
Durant el Procés de Reorganització Nacional, Hèctor Hidalgo Solá va ser un dels dirigents radicals que va ocupar càrrecs en el govern militar com a ambaixador a Veneçuela.
El seu segrest i assassinat va ser la primera de les operacions del grup de tasques 3.3.2 contra diplomàtics argentins que no tenien cap relació amb la guerrilla o el que els militars anomenaven «subversió». La segona operació va ser el segrest i assassinat de la diplomàtica Elena Holmberg.
El 18 de juliol de 1977 va ser segrestat a Buenos Aires, va ser vist a l'Escola Superior de Mecànica de l'Armada (ESMA), i fins a la data roman desaparegut.
Sectors relacionats amb el govern militar han intentat atribuir el segrest a les organitzacions guerrilleres. No obstant això, Robert Cox, editor responsable del diari argentí de parla anglesa The Buenos Aires Herald, ha explicat que al juny de 1979, després d'una conferència de premsa amb el general Albano Harguindeguy, Ministre de l'Interior del govern militar, es va produir el següent diàleg entre tots dos:
- Cox: «Miri, els excessos són, per exemple, Fernández Pondal. Molts periodistes són excessos. Hidalgo Solá és un excés».
- Harguindeguy: «Hidalgo Solá, si. Fernández Pondal no sé com va morir. Sí. Jo no puc saber si és excés o no».[4]

A «El embajador de la nada», relat inclòs en el llibre Desde este mundo, el seu autor, Miguel Briante, detalla els esdeveniments vinculats al segrest de l'ambaixador Hidalgo Solá.